# Щипічевщина
Щипіче́вщина (рос. Щипичевщина) — присілок у складі Котельницького району Кіровської області, Росія. Входить до складу Красногорського сільського поселення.
Населення становить 13 осіб (2010, 23 у 2002).
Національний склад станом на 2002 рік — росіяни 100 %.